# Ernst Steinhoff
Ernst August Wilhelm Steinhoff (✰ 11 de fevereiro de 1908; ✝ 2 de dezembro de 1987) foi um cientista da Alemanha Nazista membro do grupo de Wernher von Braun que trabalhou no desenvolvimento do míssil V-2 em Peenemünde (1939-1945).
Seu irmão mais novo, Friedrich Steinhoff, ajudou nas experiências com foguetes enquanto comandava o U-511 em 1942. Friedrich foi capturado a bordo de um U-873 e cometeu suicídio na prisão de Boston antes que Ernst chegasse aos Estados Unidos, em 16 de Novembro de 1945.
Ernst era contra a decisão dos cientistas se renderem e viajarem para os Estados Unidos para fornecer conhecimento sobre sobre foguetes via Operação Paperclip. Depois de chegar aos Estados Unidos e trabalhar em Fort Bliss, Texas (1945-1949), ele se mudou para a "base aérea de Holloman" tendo trabalhado também no Campo de Teste de Mísseis de White Sands no Novo México.
Sua área de especialização eram os instrumentos de direção e controle de atitude. Ele recebeu uma condecoração por serviços prestados em 1958 por sua contribuição ao programa de foguetes dos Estados Unidos. Em 1979 ele foi incluído no "hall da fama" do Museu de história espacial do Novo México.